# Поджибонси
Поджибо̀нси (на италиански: Poggibonsi) е град и община в централна Италия, провинция Сиена, регион Тоскана. Разположен е на 116 m надморска височина. Населението на града е 29 498 души (към 31 март 2010 г.).